# 阿比·毕晓普
阿比·毕晓普（英語：Abby Bishop，1988年11月29日—），澳大利亚女子篮球运动员。她曾代表澳大利亚国家队参加2012年夏季奥林匹克运动会女子篮球比赛，获得一枚铜牌。